# Kloster Maria Rosengarten

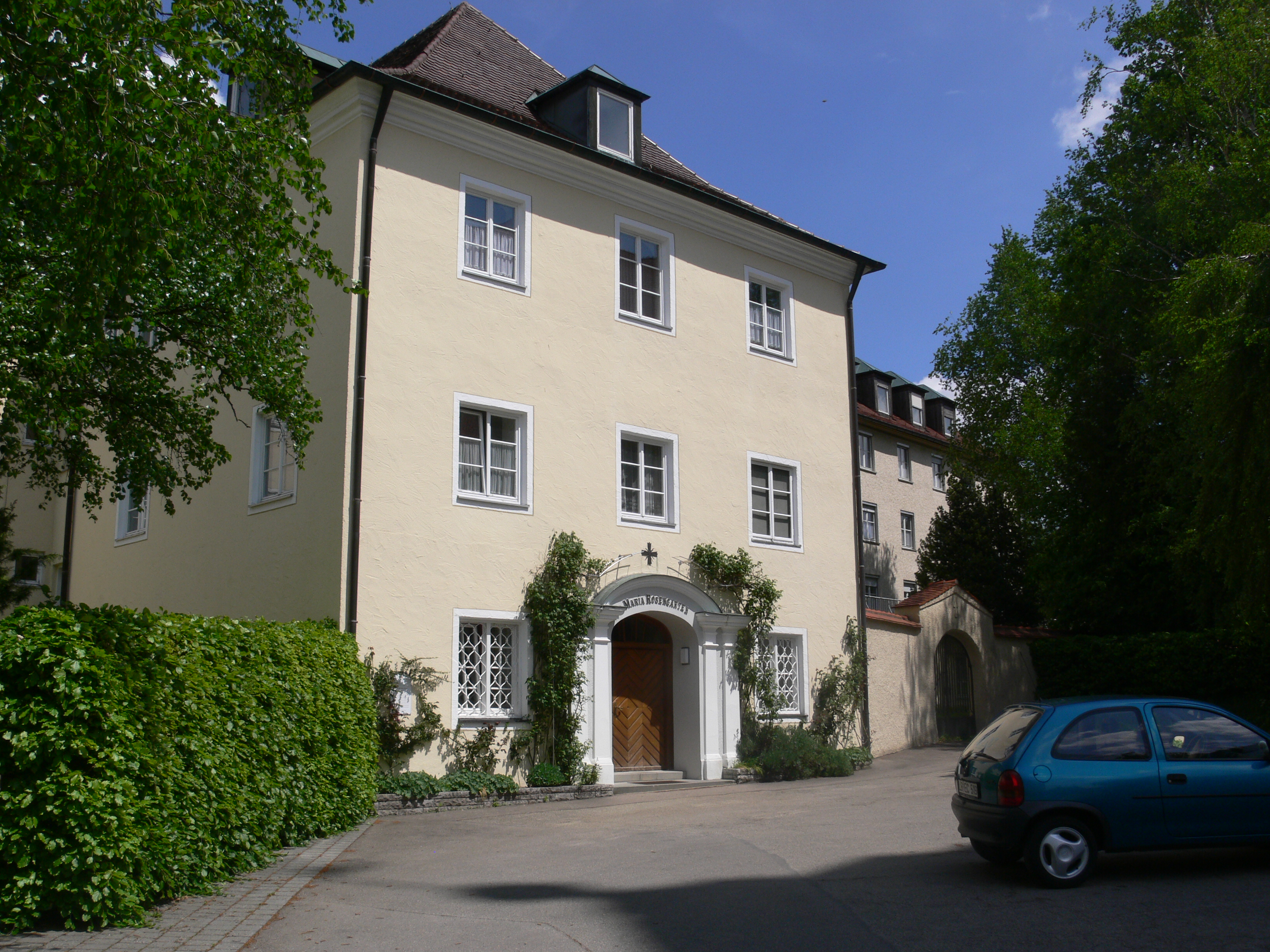
Kloster Maria Rosengarten (2008)

Kloster Maria Rosengarten war vom 8. Januar 1513 bis zum Jahr 2007 ein Frauenkloster in Bad Wurzach im Landkreis Ravensburg.

## Gründung
In einem Breve vom 8. Januar 1513, ausgestellt von Papst Clemens V., wurde Helena von Hohenzollern die Klostergründung nach der Art des Dritten Ordens des hl. Franziskus genehmigt. Zunächst wurde ein Grundstück am östlichen Ufer der Wurzacher Ach außerhalb der Stadt bei der Pfarrkirche St. Verena erworben und ein ummauertes Schwesternhaus errichtet. Zusammen mit vier Schwestern aus Kißlegg trat die Stifterin als Oberin in das Kloster ein und verstarb kein Jahr später. In der ältesten Abbildung des Klosters auf der Zeiler Landkarte von 1610 ist ein parallel zur Pfarrkirche sich erhebender, dreistöckiger verputzter ummauerter Bau mit Satteldach erkennbar. Helena befreite kurz vor ihrem Tod am 27. Oktober 1514 das Kloster von allen Abgaben und Lasten der Stadt und dotierte es mit den jährlichen Zinseinkünften ihrer Morgengabe. Auch ihr Sohn Georg III. Truchsess von Waldburg-Zeil vermachte dem Kloster, einen Tag nach dem Tod seiner Mutter am 12. November 1514 einen ewigen Zins. Zusätzlich erlaubte die Stifterin die Haltung von drei Stück Vieh und drei Schweinen auf der Allmende der Stadt. Ihren weiteren Lebensunterhalt sollten die Nonnen auch aus dem Betrieb einer Leinenweberei erzielen, die sich im Keller des Klosters befand. Die Schwestern des Klosters pflegten Kranke, erteilten weiblichen Personen Unterricht, verkauften Wachskerzen, ihre Webarbeiten, Hostien und Konfekt. Im Jahre 1637 war die Einwohnerzahl des Ortes auf 19 gesunken. 1780 lebten 100 Personen in der Stadt. Im Jahre 1707 wurde an den ursprünglichen Klosterflügel ein zweiter dreigeschossiger Flügel leicht spitzwinklig nach Süden ausgerichtet an das Gästehaus angebaut. Im Jahre 1711 erhielten die Schwestern vom Bischof von Konstanz die Erlaubnis, in das Kloster eine eigene Hauskapelle einbauen zu dürfen. Sie wurde im Jahre 1717 zu Ehren des Heiligen Josef, Elisabeth, Franziskus, Antonius von Padua und Klara konsekriert, ist bis heute in Betrieb und gilt als eine der schönsten Hauskapellen in Deutschland. Ihre Ausstattung im Stil des Rokoko erhielt sie 1763. Im Jahre 1761 wurde der ursprüngliche Hauptflügel, der im Dreißigjährigen Krieg stark beschädigt wurde, neu aufgeführt. Zur Zeit der Säkularisation wurde das Grundeigentum des Klosters mit Gebäuden auf 16.000 Gulden und Kapitalien in Höhe 29.245 Gulden eingestuft. An Passiva wies das Kloster zum Stichtag 1806 eine Summe von 0 Gulden aus, war also schuldenfrei. 
Am 25. Juli 1806 hob Fürst Eberhard von Waldburg-Zeil-Wurzach das Kloster auf und zog Vermögen und Immobilien ein. Wenig später wurde das Haus Waldburg mediatisiert, der Rechtsnachfolger, das Königreich Württemberg, bestritt die Gültigkeit der Verträge mit dem Kloster von Fürst Eberhard. Im Jahre 1855 wurde das Kloster von den Schulschwestern vom Hl. Kreuz aus Menzingen in der Schweiz neu besiedelt. Sie bewirtschafteten das Klostergebäude und betrieben dort eine Mädchenschule, mussten aber nach kurzer Zeit das Kloster verlassen, da ein Erlass des Königreichs Württemberg ausländischen Ordensleuten den Aufenthalt verbot. Im Jahre 1863 erwarb die Kongregation Unserer Lieben Frau Arme Schulschwestern zu Rottenburg das Kloster und betrieb dort bis zum Jahre 1991 eine staatlich anerkannte Hauswirtschaftliche Berufsfachschule. In dem Kloster wurden von den Nonnen 1936 die ersten Moorheilbäder verabreicht. Unmittelbar neben dem Kloster befindet sich die Seelenkapelle, in der die sterblichen Überreste der Nonnen des Klosters ruhen.

## Auflösung und weitere Nutzung
Im Jahre 2007 wurde das Kloster aufgelöst und von der Stadt Bad Wurzach erworben. In den Jahren 2007 bis 2011 wurde das Kloster im Auftrag von Stadt und Land Baden-Württemberg für rund sieben Millionen Euro umfassend saniert und auf das eigentliche Kloster zurückgebaut. Die Hauskapelle des Klosters wird weiterhin als Kapelle genutzt und ist täglich öffentlich zugänglich. In den Gebäuden sollen ein Naturschutzzentrum, Bücherei, Archiv und Vereinsräume untergebracht werden.